# Tassadia aristata
Tassadia aristata är en oleanderväxtart som först beskrevs av George Bentham och Fourn., och fick sitt nu gällande namn av J. Fontellapereira. Tassadia aristata ingår i släktet Tassadia och familjen oleanderväxter. Inga underarter finns listade i Catalogue of Life.